# Hövern
Hövern är en sjö i Linköpings kommun, Söderköpings kommun och Åtvidabergs kommun i Östergötland och ingår i Söderköpingsåns huvudavrinningsområde. Sjön är 13,5 meter djup, har en yta på 6,58 kvadratkilometer och befinner sig 65 meter över havet. Sjön avvattnas av vattendraget Storån.
År 1880 drogs en kanal vid Kinäs mellan Hövern och Lången av Norsholm-Bersbo Järnväg. Ett stickspår anlades från Höverby till en ångbåtsbrygga vid Höverns nordände. Minst fyra olika ångbåtar har gått i trafik på Hövern och Lången, bland andra HB. Ångbåtstrafiken på sjön upphörde på 1950-talet.
Vattnet är av hög kvalitet och det finns ett flertal längre, mestadels bergiga, stränder runt sjön. En liten del av sjön ligger inom Linköpings kommun; resterande delar tillhör Åtvidabergs kommun och Söderköpings kommun. Hövern rinner ut i Storåns vattensystem. Sjön innehåller omkring 15 öar. I sjön finns förutom fiskarten nissöga även abborre, braxen, gädda, gös, lake, mört, sarv, signalkräfta och sutare.
I början av 1980-talet låg pH-värdet i sjön på drygt 7 och alkaliniteten på ungefär 0,5 mekv/l.

## Delavrinningsområde
Hövern ingår i delavrinningsområde (647174-151480) som SMHI kallar för Utloppet av Hövern. Medelhöjden är 76 meter över havet och ytan är 47,11 kvadratkilometer. Räknas de 2 avrinningsområdena uppströms in blir den ackumulerade arean 63,53 kvadratkilometer. Storån som avvattnar avrinningsområdet har biflödesordning 2, vilket innebär att vattnet flödar genom totalt 2 vattendrag innan det når havet efter 33 kilometer. Avrinningsområdet består mestadels av skog (48 procent), öppen mark (13 procent) och jordbruk (22 procent). Avrinningsområdet har 7,06 kvadratkilometer vattenytor vilket ger det en sjöprocent på 15 procent.